# WOLF RPGエディター
『WOLF RPGエディター』（ウルフ RPGエディター）は、SmokingWOLFが開発したRPG制作ツール（ゲームエンジン）である。略称は『ウディタ』。フリーウェアとして公開されており、無償で利用できる。組み方次第ではアクションゲーム、シューティングゲーム、シミュレーションロールプレイングゲームなども制作可能。

## 概要
オリジナルのRPGが制作できるツールである。サンプルデータが同梱しており、そのデータを利用したRPGはすぐに作り始めることができる。作成したゲームは配布することができる。
元々はシステム自作を前提として作られたツールであり、戦闘やメニュー画面などの基本システムを一から作成することができる。
SmokingWOLFの個人製作のため対応プラットフォームはWindowsのみであるが、他者がウディタ製ゲームの移植を名乗り出た際には許諾をしている。ウディタの基本プログラムをUnityのネイティブプラグインにして移植する方法をエスカドラが実現化させ、2020年に『片道勇者プラス』をNintendo Switch向けに配信開始した（パブリッシャーはPLAYISM）。2023年にはPlayStation 4にも展開させ、PS4版『ドラゴノーカ』が配信された。

## 経緯
2007年8月28日に機能テスト用Ver0.70が公開され、2008年3月13日に正式版Ver1.00が公開された。公開後は、機能追加やバグ修正といったバージョンアップが随時行われている。
2009年からはSmokingWOLFによってWOLF RPGエディターコンテスト、通称ウディコンが年一回開催されている。
2011年10月27日にVer2.00正式版が公開され、大幅にシステムが更新されたた。
2011年11月16日にはガイドブック「WOLF RPGエディターではじめるゲーム制作」が発売された。
2013年8月9日にはVer2.10正式版が公開された。新たにダウンロード機能が追加され、動作指定のコマンドの追加、変数やデータベース等のデータ取得方法の追加のほか、Ver2.00系列における動作改善や不具合の修正がされた。また、描画関係の仕様の変更に伴い、最新バージョンと前バージョンの2.02aの2種類の挙動が選択できるようになった（標準で最新バージョンの挙動となっている）。
2017年3月22日にはVer2.20正式版が公開された。HD画面に対応し、これまでの4:3に加えて16:9のアスペクト比、最大で1280x960や1280x720の画面解像度を選択可能になった。またゲーム画面サイズとタイルサイズを個別に指定可能になり、多数の不具合改善ならびに機能追加もなされた。
2018年6月1日公開のVer2.22でDirectX 11に対応し、処理速度と安定性が向上した。
2021年4月16日公開のVer2.26で動画再生に対応した。
2022年1月9日公開のVer2.28で48x48のタイルセットに対応し、操作性も向上した。
2022年4月2日公開のVer2.291でアナログスティックに対応した。
2022年11月22日にVer3.00が公開された。アルゴリズムの改善や開発環境のVisual Studio 2003から2022への更新により大幅な高速化を実現、Unicode化に伴い多言語対応が容易になった他、多くの機能追加やバグ修正を実現している。また従来非公開の機能を追加する有料のプロ版も同時に公開された。
2024年3月4日にVer3.30が公開された。ピクチャのZオーダー機能が追加され、ピクチャ番号に関わらず上下関係を変更できるようになった。またその他複数の機能追加とバグ修正がなされた。
2025年3月1日にVer3.5正式版が公開された。大量の機能追加や改善とバグ修正がされ、主にマップイベント生成や経路探索、キャラチップのレイヤー重ね、データベースのソート、サウンドのパン、2次元配列とそれによるピクチャ表示、正規表現 などが可能になった。またプロ版専用でフォントの暗号化や、マップのレイヤー数を5まで拡張できるようにもなった。エディター面では、フォントの切り替えやウィンドウサイズの調整が可能になり、特殊文字と変数呼び出し値の入力補助、コマンドの折りたたみやコメントアウト、タブ化など利便性の高い機能が追加された。
| バージョン | 公開日         | 最大画面解像度                          | ダウンロード機能 | HD対応 | Unicode対応 |
| ---------- | -------------- | --------------------------------------- | ---------------- | ------ | ----------- |
| 1.00       | 2008年3月13日  | 640x480                                 | ×                | ×      | ×           |
| 2.00       | 2011年10月27日 | 800x600                                 | ×                | ×      | ×           |
| 2.10       | 2013年8月9日   | 800x600                                 | ○                | ×      | ×           |
| 2.20       | 2017年3月22日  | 1280x960, 1280x720                      | ○                | ○      | ×           |
| 3.00       | 2022年11月22日 | 1280x960, 1280x720, 1920x1440（プロ版） | ○                | ○      | ○           |

## 特徴
- 見下ろし型2DRPG作成に必要なシステムがサンプルデータとして搭載されている。
- 開発環境及びゲームはインストールが不要である。圧縮されたデータを解凍することで使用できる。
- グラフィック合成器が同梱されており、キャラチップを作成できる。
- 作成したゲームは有料無料問わず自由に配布できる。
- 作成したゲームの中身は暗号化できる。Ver3.00で公開のプロ版はより強固な暗号化処理も可能。
- 音楽のファイル形式はMIDI・MP3・WAV・OGGが利用できる。
- 画像のファイル形式はBMP・PNG・JPEGが利用できる。
- 動画のファイル形式はAVI・MPG・OGV・MP4が利用できる。
- 解像度は640x480か320x240のほか、Ver2.00から800x600にも対応[6]。Ver2.20から1280x720や1280x960などにも対応。プロ版は100x100から1920x1440までの可変解像度に対応。
- アスペクト比は4:3サイズと16:9サイズから選択可能。
- キャラクターは8方向移動か4方向移動のいずれかが選択できる。
- マウスやゲームパッドの操作に対応している。
- フォントは最大4種類が設定できる。
- AquesTalkを使用して合成音声が再生できるが、音声合成のDLLのライセンスが有料化したため、バージョン2.00からDLLの同梱は中止した[6]。以前に同梱されていたDLLを用いて動作はするが、今後はサポートされない。
- ハードウェアアクセラレーションに対応し、CPUに負荷をかけない高速描画が可能。
- 日本語版の他に有志翻訳による英語版などの外国語版が一部存在する。

## サンプルゲーム
主人公ウルファールがWOLF RPGエディターを手に入れるために冒険するRPGである。街の人は機能の紹介をしてくれる。条件を満たすとエディと夕一が仲間に加わる。
なお、2007年ごろの機能テスト用ベータ版（Ver0.xx時）ではサンプルゲームが完成版（Ver1.00以降）とは異なっており（ベータ版当時のサンプルゲームは現在では非公開）、同作者のシルフェイド見聞録のキャラクターを用いた（しかしストーリーが見聞録とは異なる）マップ移動型RPG化した別作品が2007年ごろのベータ当時はサンプルゲームになっていた。

## 受賞歴
- 2008年 2008年窓の杜大賞銀賞受賞
- 2010年 「Vector Award」 Windows7アプリケーションアワードグランプリ受賞
- 2010年 「Vector Award」 総合3位、部門賞「ゲーム・ノベル部門」受賞
- 2010年 「Vector 人気投票2010」 総合3位、部門賞「ゲーム・ノベル部門」受賞
- 2011年 「Vector 人気投票2011」 準グランプリ受賞
- 2012年 「Vector 人気投票2012」 特別賞受賞